# Kemudo
Kemudo is een bestuurslaag in het regentschap Klaten van de provincie Midden-Java, Indonesië. Kemudo telt 4416 inwoners (volkstelling 2010).